# John Berney Crome
Pour les articles homonymes, voir Crome.
John Berney (ou Barney ) Crome, né le 1er décembre 1794 et mort le 15 septembre 1842, est un peintre anglais paysagiste et de marines  associé à l'École de peinture de Norwichorwich. Il est parfois connu sous le surnom de « Young Crome» pour le distinguer de son père John, dit « Old Crome ».

## Biographie

### Jeunesse
John Berney Crome, né le 8 décembre 1794 à Norwich, Norfolk, est baptisé le 14 décembre à St George's Church, Colegate, Norwich. Il est l'aîné des sept enfants survivants du peintre John Crome (1768–1821), et de son épouse, Phoebe Berney (également connue sous le nom de Pheobe Barney). Son père est un éminent paysagiste et l'un des fondateurs de la Norwich Society of Artists.
Conscient de ses propres lacunes en matière d'éducation, il décide que son fils doit recevoir une bonne éducation, et John Berney Crome fréquente la Norwich School - la Grammar School - jusqu'à ses dix-huit ans. Il reçoit son éducation lorsque le Dr Samuel Forster et le révérend Edward Valpy sont directeurs de l'école. En même temps, avec l'ambition de devenir artiste, il accompagne son père dans des expéditions de croquis. En 1816, il part en excursion à Paris avec son ami d'école George Vincent et un médecin, Benjamin Steel (qui épousera plus tard la sœur de Crome).

### Carrière artistique
John Berney Crome assiste son père dans l'enseignement et est nommé peintre paysagiste du duc de Sussex. Il devient membre de la Norwich Society of Artists et y expose un grand nombre de ses tableaux entre 1806 et 1830. Il est nommé vice-président de la Société en 1818, puis président à plusieurs reprises.
À la mort de John Crome en avril 1821, John Berney Crome poursuit la pratique de l'enseignement artistique de son père et occupe la maison familiale de Gildengate Street, à Norwich, à laquelle il ajoute un atelier. En collaboration avec John Sell Cotman, il s'intéresse vivement à la Norwich Society of Artists en 1828, qui avait fermé en 1825 après la démolition de ses anciens locaux. Entre 1811 et 1843, il fait exposer de nombreuses œuvres à la Royal Academy, British Institution et Society of British Artists à Londres et effectue des voyages sur le continent, dessinant et peignant en France, en Hollande, en Belgique et en Italie. Son travail montre l'influence de son père, et comme lui, il a peint de nombreux effets de clair de lune, sa Scène de rivière au clair de lune de 1834 en étant un excellent exemple.
En raison de ses habitudes extravagantes, John Berney Crome fait faillite en 1831, et le contenu de la maison de son père doit être vendu. De nombreux tableaux réalisés par le père et le fils sont éliminés à cette époque. Il s'installe ensuite à Great Yarmouth en 1835, où il continue à enseigner le dessin. Une « maladie incurable » est la cause de sa mort le 15 septembre 1842.
Marié deux fois, John Berney Crome n'a pas d'enfants. Il est connu comme un homme de caractère et de jovialité, et son portrait, l'un des deux exécutés par H B Love, est exposé au musée du château de Norwich.

## Œuvres

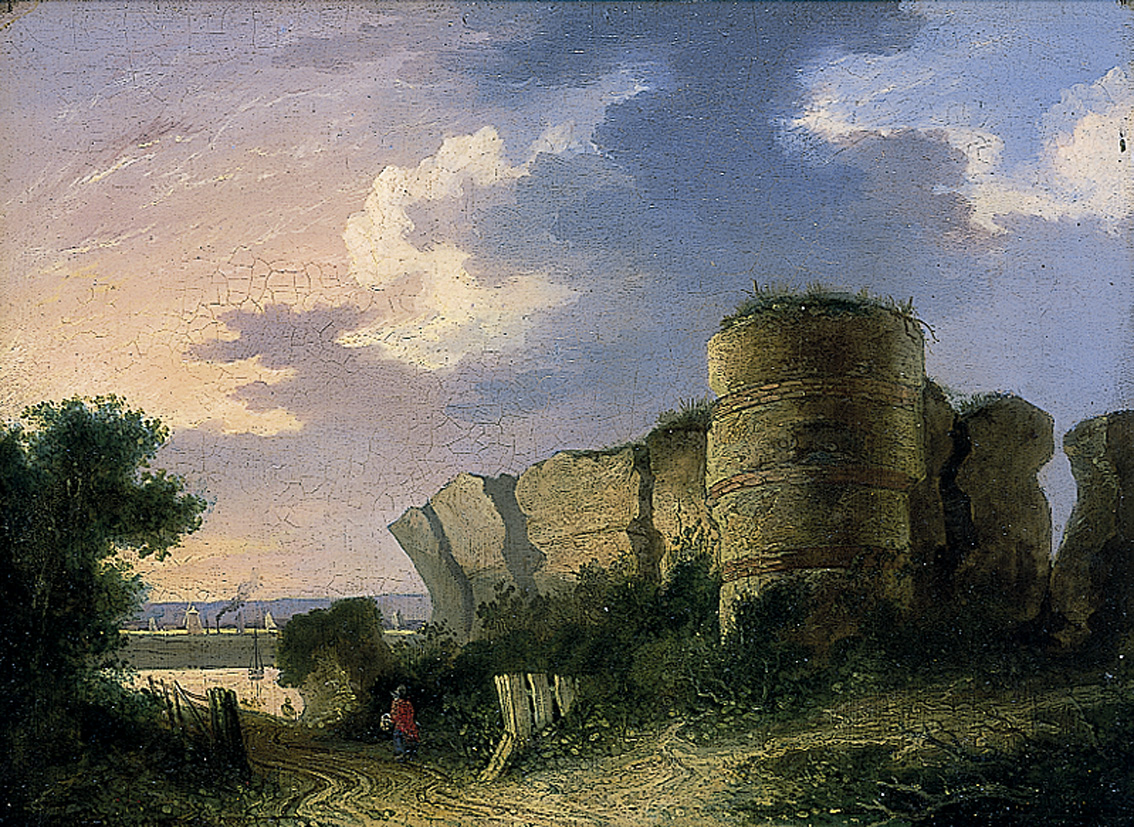
Burgh Castle, undated (Norfolk Museums Collections)

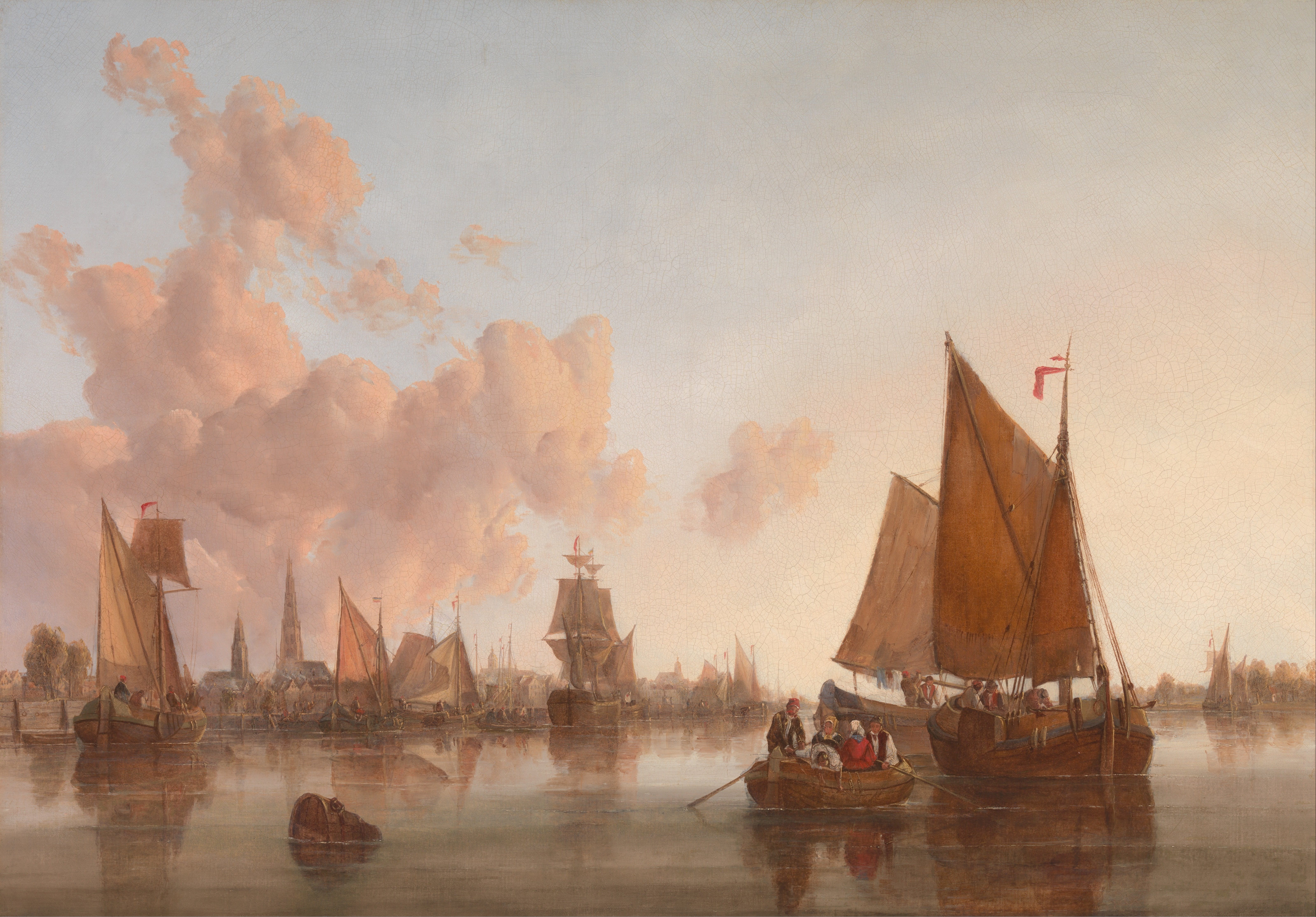
Sailing Boats and Barges on a Dutch(?) Estuary c.1825 (Yale Center for British Art)

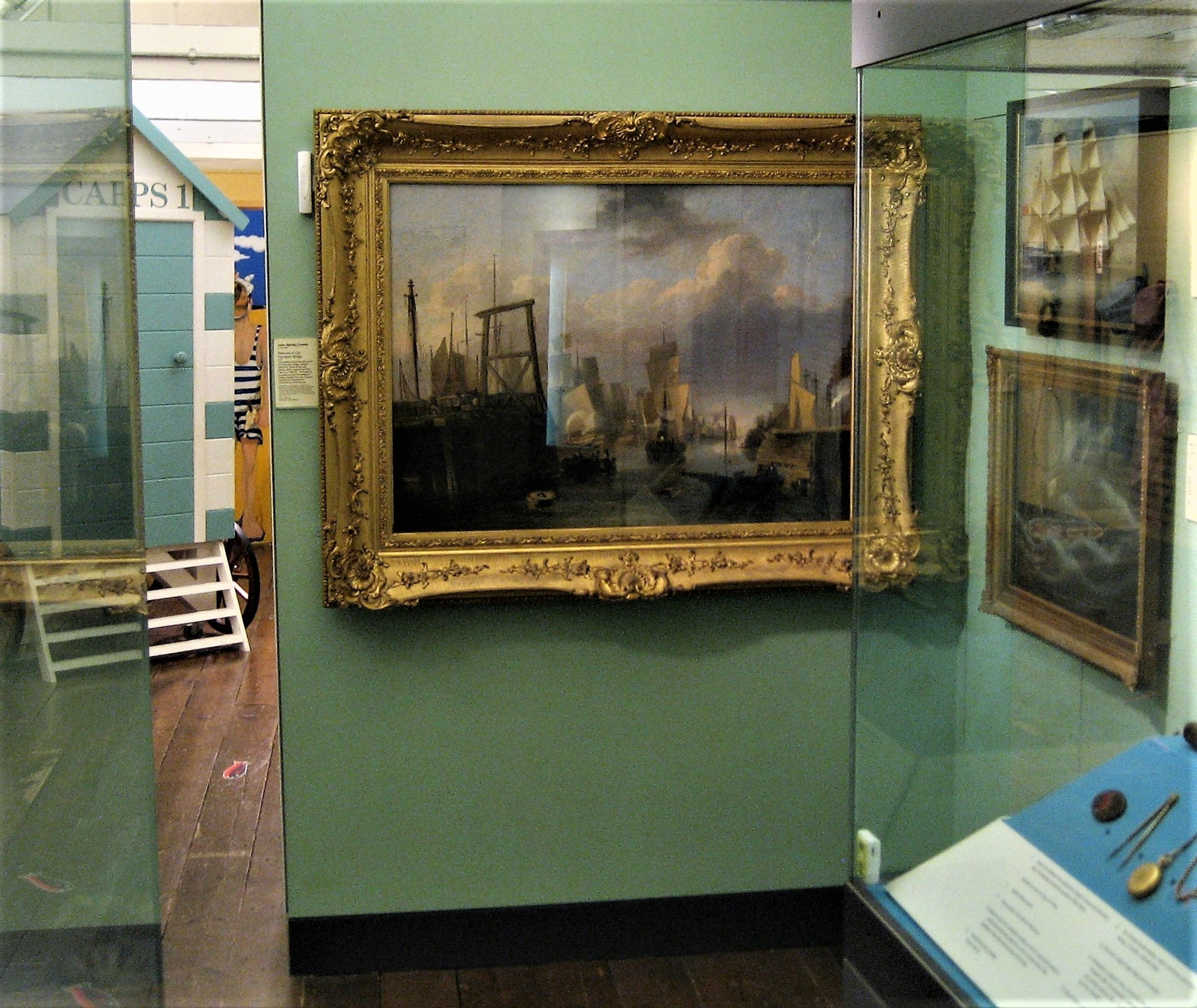
Paintings in the Tide and Time Museum, Great Yarmouth, including Crome's Removal of Old Yarmouth Bridge (1837)

John Berney Crome travaille à l'huile, à l'aquarelle et au crayon, peignant des scènes côtières et rurales, tant au pays qu'à l'étranger. Il se rend fréquemment sur le continent et les sujets de certaines de ses peintures sont pris en France, en Hollande, en Belgique et en Italie. Les peintures de John Berney Crome ressemblent beaucoup à celles de son père, ainsi qu'à celles de George Vincent, un autre artiste de la Norwich School, et leurs œuvres sont parfois confondues les unes avec les autres.
Entre 1811 et 1843, il expose sept œuvres à la Royal Academy, trente-cinq à la British Institution, et cinquante-cinq à la Society of British Artists. Nombre de ses œuvres sont exposées à la Société des artistes d'Edimbourg et à la Société des artistes britanniques. Les musées de Norfolk possèdent une importante collection de ses œuvres, dont la plupart se trouvent au Castle Museum. Ses peintures sont également conservées à la Tate Gallery, au Yale Centre for British Art, à la collection d'art du gouvernement britannique, aux musées de Sheffield, au Royal Albert Memorial Museum, à l'hôtel de ville d'Oxford, à la Williamson Art Gallery & Museum, au Barber Institute of Fine Arts et à l'English Heritage Collection, Kenwood. 
Si les peintures de John Berney Crome n'atteignent jamais le statut associé aux grands paysagistes anglais, certaines rapportent près de 10 000 dollars, et en 2018, une huile sur toile relativement petite (peut-être 37 cm sur 32 cm) représentant une scène marine de paysage côtier est mise en vente par Madrigallery aux États-Unis pour 35 000 dollars.